# Джейхан (река)
Джейхан (на турски: Ceyhan; на гръцки: Πύραμος, на латински: Pyramus) е река в Южна Турция, в югоизточната част на полуостров Мала Азия. Дълга е 474 km, а площта на водосборния ѝ басейн е 21 200 km². Река Джейхан води началото си под името Сьогютлюдере на 1609 m н.в. от северния склон на хребета Нурухак, издигащ се в най-западната част на планината Арменски Тавър. По цялото си протежение тече в югозападна посока, като в горното и средното течение е типична планинска река, течаща в дълбока и тясна долина между западните склонове на хребетите Нурухак, Енгизек и Ахър (западни разклонения на планината Арменски Тавър) и източните склонове на хребета Бинбога (източната част на планината Антитавър). В района на град Османие излиза от планините и вече със спокойно и бавно течение пресича в югозападно направление низината Чукурова. Влива се чрез малка делта в югозападната част на залива Искендерун на Средиземно море. Пълноводието ѝ е през зимата и пролетта. Основни притоци: леви – Аксу; десни – Хурма, Гьоксун, Кешиш, Саврон. Средният годишен отток в долното ѝ течение е около 230 km³/s. Водите ѝ се използват за водоснабдяване, напояване и добив на електроенергия, като за целта по течението ѝ са изградени 3 големи язовира. На нея са разположени градовете Елбистан, Кахраманмараш, Османие и Джейхан.